# Papúa Nueva Guinea en los Juegos Paralímpicos
Papúa Nueva Guinea en los Juegos Paralímpicos está representada por el Comité Paralímpico de Papúa Nueva Guinea, miembro del Comité Paralímpico Internacional.
Ha participado en siete ediciones de los Juegos Paralímpicos de Verano, su primera presencia tuvo lugar en Nueva York y Stoke Mandeville 1984. El deportista Francis Kompaon logró la única medalla paralímpica del país en las ediciones de verano, al obtener en Pekín 2008 la medalla de plata en atletismo en la prueba de 100 m (clase T46).
En los Juegos Paralímpicos de Invierno Papúa Nueva Guinea no ha participado en ninguna edición.

## Medallero

### Por edición
Juegos Paralímpicos de Verano
| Evento                                | Oro | Plata | Bronce | Total |
| ------------------------------------- | --- | ----- | ------ | ----- |
| Nueva York 1984 Stoke Mandeville 1984 | 0   | 0     | 0      | 0     |
| 1988 – 1996                           | –   | –     | –      | –     |
| Sídney 2000                           | 0   | 0     | 0      | 0     |
| Atenas 2004                           | –   | –     | –      | –     |
| Pekín 2008                            | 0   | 1     | 0      | 1     |
| Londres 2012                          | 0   | 0     | 0      | 0     |
| Río de Janeiro 2016                   | 0   | 0     | 0      | 0     |
| Tokio 2020                            | 0   | 0     | 0      | 0     |
| París 2024                            | 0   | 0     | 0      | 0     |
| TOTAL                                 | 0   | 1     | 0      | 1     |

### Por deporte
Deportes de verano
| Evento    | Oro | Plata | Bronce | Total |
| --------- | --- | ----- | ------ | ----- |
| Atletismo | 0   | 1     | 0      | 1     |
| TOTAL     | 0   | 1     | 0      | 1     |